# Edgar Moon
Edgar Forest «Gar» Moon (Forest Hill, Austràlia, 3 de desembre de 1904 − Brisbane, 26 de maig de 1976) fou un jugador de tennis australià.
En el seu palmarès destaquen quatre títols de Grand Slam, tots de l'Australian Championships, en vuit finals disputades. Va guanyar aquest torneig en totes tres categories.
Va formar part de l'equip australià de Copa Davis, només en l'edició de 1930, on va guanyar tots quatre partits individuals que va disputar.

## Torneigs de Grand Slam

### Individual: 1 (1−0)
| Resultat  | Núm. | Any  | Campionat                | Oponent      | Marcador      |
| --------- | ---- | ---- | ------------------------ | ------------ | ------------- |
| Guanyador | 1.   | 1930 | Australian Championships | Harry Hopman | 6−3, 6−1, 6−3 |

### Dobles masculins: 4 (1−3)
| Resultat  | Núm. | Any  | Campionat                    | Parella       | Oponents                       | Marcador                |
| --------- | ---- | ---- | ---------------------------- | ------------- | ------------------------------ | ----------------------- |
| Finalista | 1.   | 1928 | Australian Championships     | Jim Willard   | Jean Borotra Jacques Brugnon   | 2−6, 6−4, 4−6, 4−6      |
| Finalista | 2.   | 1929 | Australian Championships (2) | Jack Cummings | Jack Crawford Harry Hopman     | 1−6, 8−6, 6−4, 1−6, 3−6 |
| Guanyador | 1.   | 1932 | Australian Championships     | Jack Crawford | Harry Hopman Gerald Patterson  | 12−10, 6−3, 4−6, 6−4    |
| Finalista | 3.   | 1933 | Australian Championships (3) | Jack Crawford | Keith Gledhill Ellsworth Vines | 4−6, 8−10, 2−6          |

### Dobles mixts: 3 (2−1)
| Resultat  | Núm. | Any  | Campionat                    | Parella       | Oponents                            | Marcador |
| --------- | ---- | ---- | ---------------------------- | ------------- | ----------------------------------- | -------- |
| Finalista | 1.   | 1928 | US Championships             | Edith Cross   | Helen Wills John Hawkes             | 1−6, 3−6 |
| Guanyador | 1.   | 1929 | Australian Championships     | Daphne Cozens | Marjorie Cox Crawford Jack Crawford | 6−0, 7−5 |
| Guanyador | 2.   | 1934 | Australian Championships (2) | Joan Hartigan | Emily Westacott Ray Dunlop          | 6−3, 6−4 |